# 考試院 (宿泊施設)
考試院（こうしいん、コシウォン（고시원））は、大韓民国の簡易宿所の一つ。考試テル（コシテル（고시텔,　gositel）;考試+ホテルの合成語）と呼ばれている（コングリッシュの一種）ものは、考試院では共同だったシャワー・トイレが自分の部屋にあるワンルーム・タイプの物件もある（ただし通常のワンルームよりは部屋が狭い）。

## 概要
元々は、朝鮮半島の大学入試や公務員試験の受験者が、いわゆる缶詰になって試験勉強をする小部屋、安価な宿泊施設であった。21世紀の現代においては、アパートの高い賃料を払えない大学生や地方出身者、日雇い労働者が生活の拠点を構える簡易宿所となっており、時には貧困や格差社会の象徴として報道される。部屋の大きさは2畳程度で窓がなく、台所やトイレ、浴室が共同といった劣悪な環境の施設が多かったが、ソウルなど大都市圏の住宅難を背景に施設が増加する中で、快適性に配慮した施設も現れている。
観光地など一部では、外国人観光客相手に無許可で宿泊営業をして摘発される例もある。
狭い通路を挟んで部屋が密集しており、スプリンクラーが設置されていないなど消防法上の脆弱性も指摘されており、一度火災が発生すると、甚大な被害が発生する。